# Leucònion
Leucònion (grec antic: Λευκώνιον, llatí: Leuconium) era una ciutat de Jònia de lloc incert, potser a l'illa de Quios o a la costa d'enfront, on es va lliurar una batalla entre els atenesos i els espartans l'any 413 aC, segons Tucídides.
Poliè el Macedoni menciona un lloc, Leucònia, i diu que va ser disputat per Quios i Èritres de Jònia. Aquesta Leucònia, segons Plutarc, era una colònia de Quios i era situada a la costa de Jònia.